# Dynamiskt system

Lorenz-attraktorn är ett exempel på ett dynamiskt system i tre dimensioner.

Ett dynamiskt system är en matematisk modell i vilken en variabels värde ändras i tiden. 

## Diskreta och kontinuerliga dynamiska system
Diskreta dynamiskt system innebär att tid mäts i diskreta steg; dessa modelleras med rekursion som i exempelvis den logistiska funktionen
{\displaystyle x_{n+1}=4\,x_{n}(1-x_{n})}
där n betecknar de diskreta tidstegen och x är variabeln som ändras i tid. 
Om tid mäts kontinuerligt, så uttrycks det resulterande kontinuerliga dynamiska systemet i ordinära differentialekvationer, till exempel
{\displaystyle {\frac {dx}{dt}}=4\,x\,(1-x)}
där x är variabeln som ändras i tid.
Den varierande variabeln x är ofta ett reellt tal, men kan även vara en vektor i Rk.

## Linjära och olinjära dynamiska system
I lineära system är högerledet av ekvationen ett uttryck som beror lineärt på x, som i
{\displaystyle x_{n+1}=3x_{n}}
Om två lösningar till ett lineärt system är givna, så är deras summor också en lösning ("överlagringsprincipen"). Allmänt bildar lösningarna ett vektorrum, som medger användning av linjär algebra och förenklar analys avsevärt. För lineära kontinuerliga system kan metoden med Laplace-transformationen användas för att transformera differentialekvationer till algebraiska ekvationer.
Icke-lineära system exemplifieras ovan. De är mycket svårare att analysera och det diskreta systemet uppvisar ett fenomen känt som kaos som markerar total oförutsägbarhet Ett intressant problem som studerades av Mitchell Feigenbaum är vad som händer om talet 4 (parametern) ovan byts ut mot ett mindre tal. Han visade att så länge som parametern är tillräckligt liten, så kommer systemet bete sig helt förutsägbart, genom att följden x[1], x[2], ... konvergerar. När parametern når över ett visst tröskelvärde, så uppstår en så kallad bifurkation, varvid lösningen alternerar mellan två värden. Växer parametern ytterligare, växlar lösningen mellan 4, 8, 16, ... olika värden (periodicitet). Man kan då visa att det för varje heltal n finns ett värde på parametern så att periodiciteten blir precis n.
Feigenbaum visade också att avståndet mellan två bifurkationer avtar på ett mycket regelbundet sätt - inte bara för den logistiska funktionen utan för en mycket stor klass av funktioner. I processen upptäckte han två nya naturkonstanter, båda kallade Feigenbaums konstant:
{\displaystyle \delta =4{,}6692\dots }
och
{\displaystyle \alpha =2{,}5029\dots .}
Båda dessa tal antas vara transcendenta, men detta är inte bevisat.